# Sportovní gymnastika na Letních olympijských hrách 1908
Sportovní gymnastika na Letních olympijských hrách 1908.

## Medailisté

### Muži
| Soutěž                | Zlato | Stříbro | Bronz |
| --------------------- | --- | --- | --- |
| Víceboj – jednotlivci | Alberto Braglia · Itálie (ITA) | Walter Tysall · Velká Británie (GBR) | Louis Ségura · Francie (FRA) |
| Víceboj – družstva    | Švédsko (SWE) · Gösta Åsbrink · Carl Bertilsson · Hjalmar Cedercrona · Andreas Cervin · Rudolf Degermark · Carl Folcker · Sven Forssman · Erik Granfelt · Carl Hårleman · Nils Hellsten · Gunnar Höjer · Arvid Holmberg · Carl Holmberg · Oswald Holmberg · Hugo Jahnke · John Jarlén · Gustaf Johnsson · Rolf Johnsson · Nils von Kantzow · Sven Landberg · Olle Lanner · Axel Ljung · Osvald Moberg · Carl Martin Norberg · Erik Norberg · Tor Norberg · Axel Norling · Daniel Norling · Gösta Olson · Leonard Peterson · Sven Rosén · Gustaf Rosenquist · Axel Sjöblom · Birger Sörvik · Haakon Sörvik · Karl Johan Svensson · Karl Gustaf Vinqvist · Nils Widforss | Norsko (NOR) · Arthur Amundsen · Carl-Albert Andersen · Otto Authén · Hermann Bohne · Trygve Bøyesen · Oskar Bye · Conrad Carlsrud · Sverre Grøner · Harald Halvorsen · Harald Hansen · Petter Hol · Eugen Ingebretsen · Ole Iversen · Per Mathias Jespersen · Sigge Johannessen · Nicolai Kiær · Carl Klæth · Thor Larsen · Rolf Lefdahl · Hans Lem · Anders Moen · Frithjof Olsen · Carl Alfred Pedersen · Paul Pedersen · Sigvard Sivertsen · John Skrataas · Harald Smedvik · Andreas Strand · Olaf Syvertsen · Thomas Thorstensen | Finsko (FIN) · Eino Forsström · Otto Granström · Johan Kemp · Iivari Kyykoski · Heikki Lehmusto · John Lindroth · Yrjö Linko · Edvard Linna · Matti Markkanen · Kaarlo Mikkolainen · Veli Nieminen · Kaarlo Kustaa Paasia · Arvi Pohjanpää · Aarne Pohjonen · Eino Railio · Heikki Riipinen · Arno Saarinen · Einar Werner Sahlstein · Aarne Salovaara · Karl Sandelin · Elis Sipilä · Viktor Smeds · Kaarlo Soinio · Kurt Enoch Stenberg · Väinö Tiiri · Karl Magnus Wegelius |

## Přehled medailí
| Pořadí | Země                 | Zlato | Stříbro | Bronz | Celkově |
| ------ | -------------------- | ----- | ------- | ----- | ------- |
| 1.     | Itálie (ITA)         | 1     | 0       | 0     | 1       |
| 1.     | Švédsko (SWE)        | 1     | 0       | 0     | 1       |
| 3.     | Velká Británie (GBR) | 0     | 1       | 0     | 1       |
| 3.     | Norsko (NOR)         | 0     | 1       | 0     | 1       |
| 5.     | Finsko (FIN)         | 0     | 0       | 1     | 1       |
| 5.     | Francie (FRA)        | 0     | 0       | 1     | 1       |
| Celkem | Celkem               | 2     | 2       | 2     | 6       |